# Principado-Obispado de Montenegro
El Principado-Obispado de Montenegro fue un estado teocrático balcánico, en el sudeste de Europa, que existió entre 1697 y el 13 de marzo de 1852, cuando fue disuelto por Danilo I, quien proclamó el Principado de Montenegro. Surgió fruto de la renuncia del clero ortodoxo a seguir siendo un señorío otomano, lo que transformó la parroquia de Cetiña en un protectorado ruso, gobernando por Obispos Metropolitanos (Vladika, también traducido como "Príncipe-Obispo").

## Toponimia
El estado era prácticamente gobernado por la Iglesia ortodoxa, bajo la supervisión de la familia Petrović-Njegoš. El nombre más utilizado en la historiografía es Metropolitanato de Cetiña (Цетињска митрополија). El mayor responsable político era conocido como Metropolitano (Vladika, en ruso) aunque también traducido como Príncipe-Obispo. Danilo I (1697-1735) se hacía llamar a sí mismo "Danilo, Metropolitano de Cetiña, Njegoš, duque de la tierra serbia" ("Данил, владика цетињски, Његош, војеводич српској земљи ..."). Posteriormente tras la unión de la Llanura de Bjelopavlićka y las colinas en las que habitaba dicho clan, durante el gobierno de Pedro I, el estado fue llamado oficialmente Montenegro y las colinas. En código escrito por Danilo I, fechado en 1855, se establece expresamente que él es el knjaz (duque, príncipe) y gospodar (señor) del Cerro Negro libre (Montenegro) y las colinas.

## Historia
La historia comienza con Danilo Šćepčević, un obispo de Cetiña al que se unieron varios clanes de Montenegro en la lucha contra el Imperio otomano que había ocupado la mayor parte del sureste de Europa. El Vladika Danilo fue el primero de la Casa de Petrović-Njegoš, que ocuparía el cargo de obispo metropolitano de Cetiña hasta 1851, cuando Montenegro se convirtió en un principado laico con Danilo Petrović-Njegoš. Además, se convirtió en una monarquía breve cuando fue abolido temporalmente entre 1767 y 1773, cuando el impostor Šćepan Malí, se hizo pasar por el emperador ruso y se coronó «Zar de Montenegro».

## Situación y evolución
El territorio, diminuto y muy montañoso, era paupérrimo y atrasado. Carente casi de tierras cultivables, la principal ocupación económica era la ganadería ovina y caprina, las incursiones de saqueo de los territorios limítrofes y el robo de ganado. El obispado era incapaz de sostener a su población, que en parte tuvo que emigrar. Contaba por entonces con alrededor de ciento veinte mil habitantes, divididos en treinta y seis clanes que poblaban doscientos cuarenta pueblos. Carecía de caminos carreteros e incluso la capital la formaban apenas un monasterio y unas cuantas casas.
La situación política tampoco estaba clara: los caudillos locales afirmaban ser independientes del Imperio otomano, pero la Sublime Puerta consideraba estas tierras parte del imperio. El poder lo ostentaban principalmente los jefes de los clanes, que se lo disputaban al teórico señor de la tierra, el obispo de Cetiña quien, a su vez, era rival del gobernador. El gobierno montenegrino era mínimo y no llevaba a cabo tareas habituales como la recaudación de impuestos, la administración de justicia, la gestión del territorio o el reclutamiento de un ejército para defender las fronteras.
A principios del siglo XIX, tuvieron que afrontar la permanente amenaza de los señores rebeldes otomanos, que se disputaban continuamente el poder entre sí y tenían algunas plazas que rodeaban el territorio montenegrino, como Travnik, Escútari, Mostar y Sarajevo.
En 1798, durante el largo reinado del obispo Pedro I, este logró que una asamblea de los clanes aprobase un código jurídico y el establecimiento de un tribunal central, con algunas tareas administrativas. No consiguió, empero, que las tribus se aviniesen a pagar impuestos, a abandonar sus expediciones de saqueo ni a firmar la paz entre sí. Sin dinero, no pudo establecer una Administración Pública ni reclutar un ejército. La administración de justicia quedó también en manos de los notables de los clanes, que la impartían según las tradiciones seculares.
En 1830 los clanes apoyaron a la familia que ostentaba tradicionalmente el cargo de obispo frente a la que suministraba a los gobernadores. El cargo de gobernador fue abolido, la familia Radonjić diezmada, y el limitado poder central quedó en manos de los Petrović. El Petrović que había logrado deshacerse de sus rivales, sobrino de Pedro I que carecía de educación y tuvo que ordenarse monje para obtener el cargo de obispo, adoptó el nombre de Pedro II. Pedro II tampoco pudo someter a las tribus ni acabar con sus correrías, pero avanzó en el establecimiento de una Administración Pública. En esta tarea contó con la ayuda rusa, cuyo Gobierno también enviaba intermitentes subsidios al obispo.
En 1831, una nueva asamblea creó el Senado montenegrino de dieciséis miembros, pagados por el obispado y que debían representar al Gobierno. Para eliminar la oposición de los clanes, los senadores fueron nombrados de entre los notables. Se creó asimismo una Guardia, germen de una policía nacional que también tenía funciones jurídicas y de guardias fronterizos. Los fondos para pagar a estos pseudofuncionarios provino de Rusia, ya que los intentos de implantar un sistema tributario en 1833 fracasaron. Ese mismo año, una visita del obispo a Rusia reforzó su poder y le permitió obtener un aumento en los subsidios. En 1833 se abrió la primera escuela primaria del obispado, pero no se pudo extender la enseñanza a todo el territorio.
Pedro trató de expandir el obispado, tanto hacia la costa, a lo que se opuso Austria pues temía que cualquier puerto montenegrino fuese una base para la flota rusa, como hacia el interior, hacia Spuž, Podgorica y Grahovo. Las expediciones montenegrinas de 1831 y 1832 para apoderarse de Podgorica fracasaron. En 1842, el Gobierno otomano se avino a considerar Grahovo como territorio neutral. Estas expediciones de expansión se mezclaron con las continuas revueltas de los clanes, que el obispo hubo de aplastar. Aunque lo logró, la posición del Gobierno central seguía siendo débil y dependiente de Rusia.
Pedro falleció de tuberculosis en 1851, tras nombrar heredero del trono obispal a su sobrino Danilo, educado en Rusia y sin formación religiosa. Dada su renuencia a mantenerse célibe y su oposición al cargo eclesiástico, solicitó la aquiescencia de Austria y Rusia para transformar el obispado en principado de Montenegro; obtenido el permiso de las potencias, el obispado devino en principado en 1852.